# Роттах
Роттах (нем. Rottach) — река в Германии, протекает по земле Бавария. Правый приток Иллера. Речной индекс 11456. Длина реки 15,72 км. Площадь водосборного бассейна — 60,71. Высота истока 922 м. Высота устья 702 м.